# Fabienne Serrat
Fabienne Serrat, née le 5 juillet 1956 au Bourg-d'Oisans, est une skieuse alpine française originaire de L'Alpe d'Huez.
Championne du monde de géant et de combiné en 1974 à seulement 17 ans et demi, elle fut le porte drapeau français aux Jeux olympiques de Lake Placid en 1980.
Elle est l'épouse du skieur suisse Peter Luscher.

## Palmarès

### Jeux olympiques d'hiver
| Épreuve / Édition   | Descente | Slalom géant | Slalom  |
| JO 1976 Innsbruck   | 21e      | Non-partante | Abandon |
| JO 1980 Lake Placid | —        | 4e           | Abandon |

### Championnats du monde
| Épreuve / Édition                    | Descente | Slalom géant | Slalom  | Combiné |
| Mondiaux 1974 Saint-Moritz           | 10e      | Or           | 4e      | Or      |
| JO 1976 Innsbruck                    | 21e      | Non-partante | Abandon | —       |
| Mondiaux 1978 Garmisch-Partenkirchen | 31e      | 6e           | 5e      | Bronze  |
| JO 1980 Lake Placid                  | —        | 4e           | Abandon | —       |
| Mondiaux 1982 Schladming             | —        | 5e           | 10e     | Abandon |

### Coupe du monde
- Meilleur résultat au classement général : 4e en 1978
  - 3 victoires : 1 géant et 2 slaloms
  - 37 podiums

| Année/Classement | Général | Général | Descente | Descente | Géant  | Géant  | Slalom | Slalom | Combiné | Combiné |
| Année/Classement | Class.  | Points  | Class.   | Points   | Class. | Points | Class. | Points | Class.  | Points  |
| ---------------- | ------- | ------- | -------- | -------- | ------ | ------ | ------ | ------ | ------- | ------- |
| 1973             | 20e     | 44      | -        | -        | 18e    | 11     | 10e    | 33     | -       | -       |
| 1974             | 5e      | 127     | -        | -        | 2e     | 68     | 3e     | 63     | -       | -       |
| 1975             | 5e      | 153     | 20e      | 3        | 2e     | 81     | 5e     | 63     | -       | -       |
| 1976             | 7e      | 125     | -        | -        | 5e     | 51     | 4e     | 61     | 11e     | 8       |
| 1977             | 9e      | 85      | -        | -        | 8e     | 31     | 7e     | 49     | -       | -       |
| 1978             | 4e      | 105     | -        | -        | 5e     | 60     | 3e     | 79     | -       | -       |
| 1979             | 6e      | 151     | 33e      | 6        | 5e     | 65     | 8e     | 63     | -       | -       |
| 1980             | 6e      | 122     | -        | -        | 6e     | 55     | 7e     | 56     | 6e      | 25      |
| 1981             | 10e     | 149     | -        | -        | 13e    | 45     | 5e     | 63     | 5e      | 50      |
| 1982             | 18e     | 73      | -        | -        | 8e     | 37     | 17e    | 36     | -       | -       |
| 1983             | 13e     | 86      | -        | -        | 6e     | 68     | 20e    | 14     | 15e     | 15      |
| 1984             | 73e     | 6       | -        | -        | 32e    | 6      | -      | -      | -       | -       |

#### Détail des victoires
| Édition / Épreuve | Slalom géant | Slalom            | Total |
| 1974              | Bad Gastein  | -                 | 1     |
| 1976              |              | Cortina d'Ampezzo | 1     |
| 1981              |              | Piancavallo       | 1     |
| Total             | 1            | 2                 | 3     |

### Arlberg-Kandahar
- Meilleur résultat : 3e place dans le slalom 1978 à Saint-Gervais, le géant 1978 à Megève et le combiné 1978 à Megève/Saint-Gervais

### Championnats de France
Elle a été 13 fois Championne de France Elite dont : 
- Championne de France de Descente en 1978
- 7 fois Championne de France de Slalom Géant en 1973, 1975, 1977, 1978, 1979, 1981 et 1983
- 2 fois Championne de France de Slalom en 1974 et 1978
- 3 fois Championne de France de Combiné en 1975, 1978 et  1979

Avec ses 13 victoires, Fabienne Serrat arrive en seconde position du classement des françaises les plus titrées en Championnat de France, juste à une longueur de Florence Masnada qui en possède 14.
Elle est aussi l'une des rares championnes à avoir gagné dans toutes les disciplines, qui étaient au nombre de quatre à son époque.
Enfin, elle possède aussi le plus grand nombre de titres en Slalom Géant (7), ainsi que le plus grand nombre de titres dans une discipline (7), à égalité avec Perrine Pelen.

## Distinctions
- Prix Monique Berlioux de l'Académie des sports en 1974[1]